# Avarca

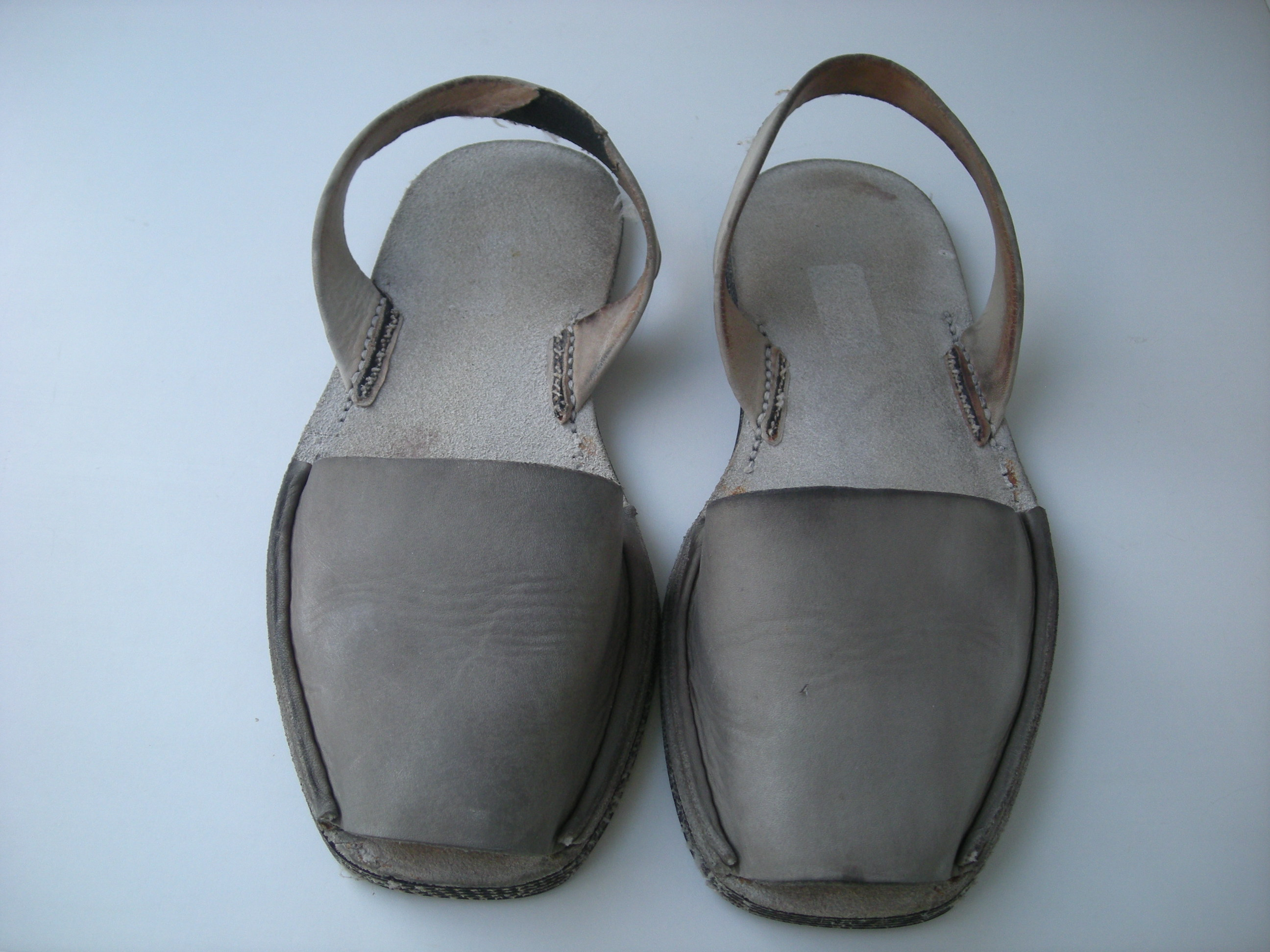
Avarques

Avarca (katal. avarca menorquina, liczba mnoga: avarques) – rodzaj obuwia ludowego (sandałów), charakterystyczny dla Minorki.
Konstrukcja tego rodzaju obuwia jest bardzo prosta - sandał składa się z kauczukowej podeszwy i paska skóry do przytrzymania całości na stopie. Pierwotnie avarques noszone były przez chłopstwo, a obecnie stanowią popularną pamiątkę turystyczną z wyspy, a także pozostają oznaką tożsamości lokalnej i są chętnie noszone przez rodowitych minorkańczyków.